# Olasz veréb
Az olasz veréb (Passer italiae) a madarak osztályának verébalakúak (Passeriformes) rendjébe és a verébfélék (Passeridae) családjába tartozó faj. Egyes korábbi rendszerezések a házi veréb alfajának tartották, más vélekedések szerint a házi veréb és a berki veréb hibridje lehet.
Újabban egyre többen tekintik önálló fajnak, többek közt a Glenn-Peter Sætre és munkatársai által a Molecular Ecology című folyóiratban 2011-ben publikált DNS-vizsgálatok alapján, melyek egyébként a hibrid eredetre vonatkozó feltételezést támasztották alá. Érdekes adat, hogy a faj mitokondriális DNS-e ugyanakkor igen közeli rokonságot jelez a házi verébbel.

## Előfordulása
Elsősorban Olaszországban és Dél-Európa más területein él, Korzikától Svájcon át Szlovéniáig, fészkelési területe mindössze keskeny sávban mutat átfedést a házi veréb elterjedési területével. Máltán és Krétán, illetve a mediterrán szigetvilágban átmeneti alakok is előfordulnak. Világállományát 5 és 10 millió közöttire becsülik, de állománya a házi verébhez hasonlóan 1990 óta csökkenést mutat.

### Kárpát-medencei előfordulása
Magyarországon 2008-ban bizonyították az előfordulását, a faj első hazai megfigyelése Pécsett történt 2008. március 9-én.

## Megjelenése
Megjelenése a legtöbb tekintetben átmenetet képez a házi veréb és a berki veréb között, mindkettőhöz sok mindenben hasonlít. Hossza 14-16 centiméter, farokhossza 5-6 centiméter. A hímek a berki veréb hímjeihez hasonlóan csokoládébarna fejtetejűek, és arcuk is hasonlóképpen fehéres, de fekete torokfoltjuk a berki verébtől eltérően nem nyúlik le a testaljukra és oldalukra, hanem jóval kisebb, nagyjából akkora kiterjedésű, mint a házi veréb hímjénél, és határozott kontraszttal válik el testaljuk világos színétől. A tojókat viszont nehéz megkülönböztetni rokon fajok – elsősorban a házi veréb – tojóitól; mindkét nemnél hiányzik a testoldal sötét csíkozottsága, ami a berki veréb jellemző sajátossága. Irodalmi adatok szerint elvétve albinizmus és leucizmus is előfordul a fajnál.
|  |  |

## Életmódja
Magevő, nem vonuló, de kisebb mértékű kóborlásra hajlamos. Viselkedése meglehetősen hasonlít a házi veréb életmódjára, ahhoz hasonlóan a környezetszennyezés biológiai indikátorfajának is tekintik.
|  |